# Колбі (місто, Вісконсин)
Колбі (англ. Colby) — місто (англ. city) в США, в округах Кларк і Марафон штату Вісконсин. Населення — 1952 особи (2020).

## Географія
Колбі розташоване за координатами 44°54′42″ пн. ш. 90°18′58″ зх. д. / 44.91167° пн. ш. 90.31611° зх. д. (44.911646, -90.315995).  За даними Бюро перепису населення США в 2010 році місто мало площу 4,06 км², з яких 4,05 км² — суходіл та 0,01 км² — водойми.

## Демографія
Згідно з переписом 2010 року, у місті мешкали 1852 особи в 714 домогосподарствах у складі 474 родин. Густота населення становила 456 осіб/км².  Було 757 помешкань (186/км²).
Расовий склад населення:
| - 89,4 % — білих - 0,6 % — чорних або афроамериканців - 0,5 % — азіатів - 0,4 % — корінних американців - 0,1 % — вихідців з тихоокеанських островів - 8,6 % — осіб інших рас |

До двох чи більше рас належало 0,5 %. Частка іспаномовних становила 11,9 % від усіх жителів.
За віковим діапазоном населення розподілялося таким чином: 25,1 % — особи молодші 18 років, 54,9 % — особи у віці 18—64 років, 20,0 % — особи у віці 65 років та старші. Медіана віку мешканця становила 36,9 року. На 100 осіб жіночої статі у місті припадало 92,7 чоловіків;  на 100 жінок у віці від 18 років та старших — 91,4 чоловіків також старших 18 років.
Середній дохід на одне домашнє господарство  становив 47 967 доларів США (медіана — 37 685), а середній дохід на одну сім'ю — 62 233 долари (медіана — 60 625). Медіана доходів становила 33 981 долар для чоловіків та 32 417 доларів для жінок. За межею бідності перебувало 13,2 % осіб, у тому числі 14,8 % дітей у віці до 18 років та 15,8 % осіб у віці 65 років та старших.
Цивільне працевлаштоване населення становило 817 осіб. Основні галузі зайнятості: виробництво — 33,2 %, освіта, охорона здоров'я та соціальна допомога — 19,6 %, роздрібна торгівля — 13,0 %.